# J.League 1997
La stagione 1997 è stata la quinta edizione della J.League, massimo livello professionistico del campionato giapponese di calcio.

## Avvenimenti
La competizione svoltasi a partire dal 12 aprile 1997 vide l'aumento a 17 del numero di squadre partecipanti e la reintroduzione, da un punto di vista regolamentare, della divisione del girone di andata e di ritorno in due fasi differenti. Fu inoltre modificato il sistema di assegnazione dei punti: la vittoria dopo i tempi regolamentari ne vale tre, ai tempi supplementari due e ai rigori uno. La deludente stagione del Verdy Kawasaki (risultato al terzultimo posto nella classifica complessiva) lasciò il via libera al Kashima Antlers e allo Júbilo Iwata: a prevalere nell'incontro di finale fu quest'ultima squadra, che si aggiudicò il suo secondo titolo (primo da squadra professionistica).

## Squadre partecipanti

### Profili
| Club partecipanti   | Club partecipanti | Città     | Stadio                            | Stagione 1996               |
| ------------------- | ----------------- | --------- | --------------------------------- | --------------------------- |
| Avispa Fukuoka      | dettagli          | Fukuoka   | Hatakanomori Football Stadium     | 15° in J.League             |
| Bellmare Hiratsuka  | dettagli          | Hiratsuka | Hiratsuka Stadium                 | 11° in J.League             |
| Cerezo Osaka        | dettagli          | Osaka     | Stadio Nagai                      | 13° in J.League             |
| Gamba Osaka         | dettagli          | Osaka     | Osaka Expo '70 Stadium            | 12° in J.League             |
| JEF United          | dettagli          | Ichihara  | Ichihara Seaside Stadium          | 9° in J.League              |
| Júbilo Iwata        | dettagli          | Iwata     | Yamaha Stadium                    | 4° in J.League              |
| Kashima Antlers     | dettagli          | Kashima   | Kashima Stadium                   | Campione del Giappone       |
| Kashiwa Reysol      | dettagli          | Kashiwa   | Hitachi Kashiwa Soccer Stadium    | 5° in J.League              |
| Kyoto Purple Sanga  | dettagli          | Kyoto     | Nishikyogoku Athletic Stadium     | 16° in J.League             |
| Nagoya Grampus      | dettagli          | Nagoya    | Mizuho Rugby Stadium              | 2° in J.League              |
| Sanfrecce Hiroshima | dettagli          | Hiroshima | Hiroshima Big Arch                | 14° in J.League             |
| Shimizu S-Pulse     | dettagli          | Shizuoka  | Nihondaira Sports Stadium         | 10° in J.League             |
| Urawa Reds          | dettagli          | Saitama   | Urawa Komaba Stadium              | 6° in J.League              |
| Verdy Kawasaki      | dettagli          | Kawasaki  | Todoroki Athletics Stadium        | 7° in J.League              |
| Vissel Kōbe         | dettagli          | Kōbe      | Kobe Universiade Memorial Stadium | 2° in Japan Football League |
| Yokohama Flügels    | dettagli          | Yokohama  | Mitsuzawa Stadium                 | 3° in J.League              |
| Yokohama Marinos    | dettagli          | Yokohama  | Mitsuzawa Stadium                 | 8° in J.League              |

### Allenatori
| Club               | Allenatore                           |
| ------------------ | ------------------------------------ |
| Avispa Fukuoka     | Carlos Pachamé                       |
| Bellmare Hiratsuka | Shigeharu Ueki                       |
| Cerezo Osaka       | Levir Culpi                          |
| Gamba Osaka        | Josip Kuže Friedrich Koncilia        |
| JEF United         | Jan Versleijen                       |
| Júbilo Iwata       | Luiz Felipe Scolari Takashi Kuwahara |
| Kashima Antlers    | João Carlos                          |
| Kashiwa Reysol     | Nicanor                              |
| Kyoto Purple Sanga | Pedro Rocha                          |

| Club                | Allenatore                                     |
| ------------------- | ---------------------------------------------- |
| Nagoya Grampus      | Carlos Queiroz Kōji Tanaka                     |
| Sanfrecce Hiroshima | Eddie Thomson                                  |
| Shimizu S-Pulse     | Osvaldo Ardiles                                |
| Urawa Reds          | Horst Köppel                                   |
| Verdy Kawasaki      | Hisashi Katō Valdir Espinosa Ryōichi Kawakatsu |
| Vissel Kōbe         | Stuart Baxter                                  |
| Yokohama Flügels    | Otacílio                                       |
| Yokohama Marinos    | Xabier Azkargorta                              |

## Classifica finale

### Prima fase
|  | Pos. | Squadra             | Pt | G  | V  | V (d.t.s.) | V (d.c.r.) | P  | GF | GS | DR  |
|  | ---- | ------------------- | -- | -- | -- | ---------- | ---------- | -- | -- | -- | --- |
|  | 1.   | Kashima Antlers     | 37 | 16 | 12 | 0          | 1          | 3  | 32 | 15 | +17 |
|  | 2.   | Yokohama Flügels    | 35 | 16 | 11 | 1          | 0          | 4  | 35 | 16 | +19 |
|  | 3.   | Kashiwa Reysol      | 32 | 16 | 10 | 1          | 0          | 5  | 34 | 18 | +16 |
|  | 4.   | Bellmare Hiratsuka  | 28 | 16 | 8  | 2          | 0          | 6  | 25 | 20 | +5  |
|  | 5.   | Yokohama Marinos    | 28 | 16 | 7  | 3          | 1          | 5  | 31 | 31 | 0   |
|  | 6.   | Júbilo Iwata        | 26 | 16 | 8  | 1          | 0          | 7  | 32 | 21 | +11 |
|  | 7.   | Shimizu S-Pulse     | 25 | 16 | 7  | 2          | 0          | 7  | 25 | 24 | +1  |
|  | 8.   | Gamba Osaka         | 24 | 16 | 8  | 0          | 0          | 8  | 28 | 23 | +5  |
|  | 9.   | Urawa Reds          | 21 | 16 | 6  | 1          | 1          | 8  | 25 | 24 | +1  |
|  | 10.  | Sanfrecce Hiroshima | 21 | 16 | 6  | 1          | 1          | 8  | 22 | 23 | -1  |
|  | 11.  | Cerezo Osaka        | 19 | 16 | 6  | 0          | 1          | 9  | 21 | 26 | -5  |
|  | 12.  | Nagoya Grampus      | 18 | 16 | 6  | 0          | 0          | 10 | 18 | 24 | -6  |
|  | 13.  | Kyoto Purple Sanga  | 18 | 16 | 6  | 0          | 0          | 10 | 19 | 32 | -13 |
|  | 14.  | Vissel Kōbe         | 17 | 16 | 5  | 1          | 0          | 10 | 24 | 34 | -10 |
|  | 15.  | JEF United          | 13 | 16 | 3  | 2          | 0          | 11 | 21 | 34 | -13 |
|  | 16.  | Verdy Kawasaki      | 10 | 16 | 2  | 2          | 0          | 12 | 16 | 27 | -11 |
|  | 17.  | Avispa Fukuoka      | 9  | 16 | 3  | 0          | 0          | 13 | 11 | 27 | -16 |

Legenda:

      Qualificato alla finale
Note:
Tre punti a vittoria dopo i tempi regolamentari, due per vittoria ai tempi supplementari, uno per vittoria ai rigori, zero a sconfitta

### Seconda fase
|  | Pos. | Squadra             | Pt | G  | V  | V (d.t.s.) | V (d.c.r.) | P  | GF | GS | DR  |
|  | ---- | ------------------- | -- | -- | -- | ---------- | ---------- | -- | -- | -- | --- |
|  | 1.   | Júbilo Iwata        | 40 | 16 | 12 | 2          | 0          | 2  | 40 | 14 | +26 |
|  | 2.   | Gamba Osaka         | 34 | 16 | 10 | 2          | 0          | 4  | 38 | 23 | +15 |
|  | 3.   | Yokohama Marinos    | 32 | 16 | 8  | 4          | 0          | 4  | 42 | 28 | +14 |
|  | 4.   | Kashima Antlers     | 31 | 16 | 9  | 2          | 0          | 5  | 46 | 23 | +23 |
|  | 5.   | Nagoya Grampus      | 30 | 16 | 10 | 0          | 0          | 6  | 23 | 24 | -1  |
|  | 6.   | Shimizu S-Pulse     | 29 | 16 | 9  | 1          | 0          | 6  | 27 | 16 | +11 |
|  | 7.   | Urawa Reds          | 26 | 16 | 8  | 1          | 0          | 7  | 26 | 21 | +5  |
|  | 8.   | Cerezo Osaka        | 24 | 16 | 7  | 1          | 1          | 7  | 32 | 30 | +2  |
|  | 9.   | Bellmare Hiratsuka  | 21 | 16 | 6  | 1          | 1          | 8  | 30 | 32 | -2  |
|  | 10.  | Kashiwa Reysol      | 20 | 16 | 6  | 1          | 0          | 9  | 29 | 31 | -2  |
|  | 11.  | Yokohama Flügels    | 18 | 16 | 5  | 1          | 1          | 9  | 23 | 27 | -4  |
|  | 12.  | Verdy Kawasaki      | 16 | 16 | 4  | 2          | 0          | 10 | 22 | 38 | -16 |
|  | 13.  | Sanfrecce Hiroshima | 15 | 16 | 5  | 0          | 0          | 11 | 21 | 27 | -6  |
|  | 14.  | JEF United          | 15 | 16 | 3  | 3          | 0          | 10 | 22 | 32 | -10 |
|  | 15.  | Avispa Fukuoka      | 10 | 16 | 3  | 0          | 1          | 12 | 18 | 31 | -13 |
|  | 16.  | Kyoto Purple Sanga  | 9  | 16 | 3  | 0          | 0          | 13 | 21 | 38 | -17 |
|  | 17.  | Vissel Kōbe         | 7  | 16 | 1  | 2          | 0          | 13 | 19 | 44 | -25 |

Legenda:

      Qualificato alla finale
Note:
Tre punti a vittoria dopo i tempi regolamentari, due per vittoria ai tempi supplementari, uno per vittoria ai rigori, zero a sconfitta

### Finale

#### Gara di andata
| Iwata 6 dicembre 1997                                                                     | Júbilo Iwata | 3 – 2 (d.t.s.)            | Kashima Antlers | Yamaha Stadium |
| \| \| \| \| \| Nakayama 1’, 46’ Shimizu 119’ \| Marcatori \| 62’ Bismarck 88’ Oliveira \| |              |                           |                 |                |
|                                                                                           |              |                           |                 |                |
| Nakayama 1’, 46’ Shimizu 119’                                                             | Marcatori    | 62’ Bismarck 88’ Oliveira |                 |                |

#### Gara di ritorno
| Kashima 13 dicembre 1997                       | Kashima Antlers | 0 – 1        | Júbilo Iwata | Kashima Stadium |
| \| \| \| \| \| \| Marcatori \| 81’ Nakayama \| |                 |              |              |                 |
|                                                |                 |              |              |                 |
|                                                | Marcatori       | 81’ Nakayama |              |                 |

### Classifica finale
|                     | Pos. | Squadra             | Pt | G  | V  | P  | GF | GS | DR  |
| ------------------- | ---- | ------------------- | -- | -- | -- | -- | -- | -- | --- |
|                     | 1.   | Kashima Antlers     | 68 | 32 | 24 | 8  | 78 | 38 | +40 |
| Giappone (bandiera) | 2.   | Júbilo Iwata        | 66 | 32 | 23 | 9  | 72 | 35 | +37 |
|                     | 3.   | Yokohama Marinos    | 60 | 32 | 23 | 9  | 73 | 59 | +14 |
|                     | 4.   | Gamba Osaka         | 58 | 32 | 20 | 12 | 66 | 46 | +20 |
|                     | 5.   | Shimizu S-Pulse     | 54 | 32 | 19 | 13 | 52 | 40 | +12 |
|                     | 6.   | Yokohama Flügels    | 53 | 32 | 19 | 13 | 58 | 43 | +15 |
|                     | 7.   | Kashiwa Reysol      | 52 | 32 | 18 | 14 | 63 | 49 | +14 |
|                     | 8.   | Bellmare Hiratsuka  | 49 | 32 | 18 | 14 | 55 | 52 | +3  |
|                     | 9.   | Nagoya Grampus      | 48 | 32 | 16 | 16 | 41 | 48 | -7  |
|                     | 10.  | Urawa Reds          | 47 | 32 | 17 | 15 | 51 | 45 | +6  |
|                     | 11.  | Cerezo Osaka        | 43 | 32 | 16 | 16 | 53 | 56 | -3  |
|                     | 12.  | Sanfrecce Hiroshima | 36 | 32 | 13 | 19 | 43 | 50 | -7  |
|                     | 13.  | JEF United          | 28 | 32 | 11 | 21 | 43 | 66 | -23 |
|                     | 14.  | Kyoto Purple Sanga  | 27 | 32 | 9  | 23 | 40 | 70 | -30 |
|                     | 15.  | Verdy Kawasaki      | 26 | 32 | 10 | 22 | 38 | 65 | -27 |
|                     | 16.  | Vissel Kōbe         | 24 | 32 | 9  | 23 | 43 | 78 | -35 |
|                     | 17.  | Avispa Fukuoka      | 19 | 32 | 7  | 25 | 29 | 58 | -29 |

Legenda:

      Campione del Giappone e ammessa al Campionato d'Asia per club 1998

      Ammessa alla Coppa delle Coppe AFC 1998-1999
Note:
Tre punti a vittoria dopo i tempi regolamentari, due per vittoria ai tempi supplementari, uno per vittoria ai rigori, zero a sconfitta

## Statistiche

### Primati stagionali
| Record - Maggior numero di vittorie: Kashima Antlers (24) - Minor numero di sconfitte: Kashima Antlers (8) - Miglior attacco: Kashima Antlers (78) - Miglior difesa: Júbilo Iwata (35) - Miglior differenza reti: Kashima Antlers (+40) - Maggior numero di sconfitte: Avispa Fukuoka (25) - Minor numero di vittorie: Avispa Fukuoka (7) - Peggior attacco: Avispa Fukuoka (20) - Peggior difesa: Vissel Kobe (78) - Peggior differenza reti: Vissel Kobe (-35) |

### Classifica marcatori
| Gol |  |  | Giocatore         | Squadra          |
| --- |  |  | ----------------- | ---------------- |
| 25  |  |  | Patrick Mboma     | Gamba Osaka      |
| 23  |  |  | Edílson           | Kashiwa Reysol   |
| 22  |  |  | Mazinho           | Kashima Antlers  |
| 22  |  |  | Akihiro Nagashima | Vissel Kōbe      |
| 21  |  |  | Masahiro Fukuda   | Urawa Reds       |
| 21  |  |  | Julio Salinas     | Yokohama Marinos |